# 豐浦町
豐浦町（日语：／ Toyoura chō */?）是北海道膽振綜合振興局最西部的一個町，南邊面向內浦灣，懸崖峭壁較多；北部為森林地帶。由於豐浦町受對馬暖流的影響，夏季涼爽，冬季則相對溫暖。當地以農業、畜牧業和漁業為主，特產為草莓。此外也生產馬鈴薯、水稻、豬肉和蝦夷蔥等農產品，其中豬肉的產量為北海道内最高。漁業方面以扇貝養殖為主，町內約七成的漁民從事扇貝養殖，佔總漁獲量的80%。由於豐浦町擁有農產和水產相當豐富，並鄰近內浦灣，因此命名為「豐浦」。

## 人口
| 豐浦町人口分布圖 |                                               |  |
| 豐浦町與日本全國年齡別人口分布比較圖 （2005年資料） | 豐浦町的年齡、男女別人口分布圖 （2005年資料） |  |
| ■紫色是豐浦町 ■綠色是全国 | ■藍色是男性 ■紅色是女性                       |  |
| 豐浦町人口變化 \| 1970年 \| 7,519人 \| \| \| 1975年 \| 6,769人 \| \| \| 1980年 \| 6,424人 \| \| \| 1985年 \| 6,112人 \| \| \| 1990年 \| 5,790人 \| \| \| 1995年 \| 6,121人 \| \| \| 2000年 \| 5,286人 \| \| \| 2005年 \| 4,771人 \| \| \| 2010年 \| 4,533人 \| \| \| 2015年 \| 4,291人 \| \| \| 2020年 \| 3,821人 \| \| |                                               |  |
| 資料來源：日本總務省統計中心提供之人口普查數據 |                                               |  |
| 1970年 | 7,519人                                       |  |
| 1975年 | 6,769人                                       |  |
| 1980年 | 6,424人                                       |  |
| 1985年 | 6,112人                                       |  |
| 1990年 | 5,790人                                       |  |
| 1995年 | 6,121人                                       |  |
| 2000年 | 5,286人                                       |  |
| 2005年 | 4,771人                                       |  |
| 2010年 | 4,533人                                       |  |
| 2015年 | 4,291人                                       |  |
| 2020年 | 3,821人                                       |  |

## 歷史
- 1880年3月：設置辧邊村和禮文村戶長役場。
- 1902年4月1日：辧邊村和禮文村合併為辧邊村，成為北海道二級村。並與虻田村（現在的洞爺湖町）共同設立聯合役場。[4]
- 1909年：與虻田村的聯合役場解散。
- 1932年6月1日：辧邊村改名為豐浦村。
- 1947年7月1日：改制為豐浦町。
- 2005年：與虻田町、洞爺村共同設置合併協議會，決定合併後名稱為「洞爺湖町」並完成所有合併協議。但在居民投票中反對合併佔多數，因此退出合併協議會。

## 交通

### 機場
- 新千歲機場（位於千歲市和苫小牧市）

### 鐵路
- 北海道旅客鐵道
  - 室蘭本線：小幌車站 - 禮文車站 - 大岸車站 - 豐浦車站

### 道路
| 高速道路 - 道央自動車道：豐浦交流道 - 豐浦噴火灣休息區 - 虻田洞爺湖臨時出入口 一般國道 - 國道37號 - 國道230號 | 主要地方道 - 北海道道32號豐浦新雪谷線 - 北海道道97號豐浦京極線 道道 - 北海道道285號豐浦洞爺線 - 北海道道344號白井川豐浦線 - 北海道道608號大岸禮文停車場線 - 北海道道609號禮文停車場線 - 北海道道702號美和豐浦停車場線 - 北海道道914號新富神里線 |

### 巴士
- 道南巴士

## 觀光景點
| - 噴火灣展望公園 - 豐浦溫泉 - 岩屋觀音 - 印地安水車公園 - 森林公園 - 文學碑公園 | - 大岸冬祭（每年2月） - 草莓豚肉祭（每年6月） - （每年7月） - 豐浦漁港豐漁祭（每年10月） |

## 教育

### 中學校
- 豐浦町立豐浦中學校

### 小學校
| - 豐浦町立豐浦小學校 - 豐浦町立大岸小學校 | - 豐浦町立禮文華小學校 - 豐浦町立大和小學校 |

## 本地出身的名人
- 內藤大助：職業拳擊手
- 吉田省丘：職業魔術師

## 外部連結
- （日語）西膽振廣域聯合